# 12-й проезд Марьиной Рощи
12-й прое́зд Ма́рьиной Ро́щи — улица на севере Москвы в районе Марьина Роща Северо-Восточного административного округа, между Старомарьинским шоссе и Веткиной улицей. Назван по местности Марьина Роща, находившейся вблизи деревни Марьино (на месте нынешней Калибровской улицы). 9—15-й проезды Марьиной Рощи до 1929 года назывались, соответственно, 1—7-й проезды Марьиной Рощи за линией железной дороги.

## Расположение
Проходит с запада на восток параллельно 11-му и 13-му проездам, начинается от Старомарьинского шоссе, пересекает Шереметьевскую улицу и заканчивается на Веткиной улице.

## Учреждения и организации
- Дом 8 — Завод металлической и медицинской мебели;
- Дом 8, строение 3 — школа танцев Московский Свинг Данс Клуб
- Дом 9, строение 2 — фитнес-клуб World Class;
- Дом 9, строение 1 — Бизнес-центр.